# بوريس نيكولا باكالوف
بوريس نيكولا باكالوف مواليد 23 نوفمبر 1980 في مونستر، هو لاعب كرة مضرب بلغاري بدأ مسيرته كمحترف سنة 2006 يلعب باليد اليسرى. أعلى مركز له في تصنيف رابطة محترفي كرة المضرب في الفردي كان 621. أعلى تصنيف له في الزوجي كان 457.

## روابط خارجية
- بوريس نيكولا باكالوف على موقع رابطة محترفي التنس (الإنجليزية)
- بوريس نيكولا باكالوف على موقع الاتحاد الدولي لكرة المضرب (الإنجليزية)
- بوريس نيكولا باكالوف على موقع خلاصة التنس.كوم (الإنجليزية)